# Elisabeth Maier
Elisabeth Maier, née Vathje le 17 mars 1994, est une skeletoneuse canadienne. Elle débute en Coupe du monde en décembre 2014 à Lake Placid où elle termine deuxième derrière Elizabeth Yarnold, avant de remporter quelques jours plus tard à Calgary sa première course à ce niveau.

## Palmarès

### Championnats du monde
- Médaille de bronze en individuel en 2015.

### Coupe du monde
- Meilleur classement général : 3e en 2018.
- 12 podiums individuels dont 3 victoires, 7 deuxièmes places et 2 troisièmes places.

 Dernière mise à jour le 13 février 2021 

#### Détails des victoires en Coupe du monde
| Édition   | Piste               | Total |
| 2014-2015 | Calgary             | 1     |
| 2016-2017 | Whistler Winterberg | 2     |

### Championnats du monde junior
- Médaille d'argent en 2014.